# سعيكم مشكور يا برو (فلم)
سعيكم مشكور يا برو هو فيلم كوميدي-مصري، من إخراج عادل أديب وتأليف دين كريج وعادل أديب. الفيلم من بطولة دينا وطارق التلمساني وبيومي فؤاد ومصطفى أبو سريع.

وتعد هذه هي المرة الرابعة التي يتم فيها تقديم نفس قصة Death at A Funeral بعد تقديمها من قبل في المملكة المتحدة والولايات المتحدة الأمريكية والهند. كما أنه أول فيلم سينمائي لعادل أديب منذ سبع سنوات بعد آخر أفلامه (ليلة البيبي دول). صدر الفيلم في 9 سبتمبر 2015، وحقق ردود فعل جيدة.

## ملخص القصة
في يوم واحد ومكان واحد، تقام جنازة عائلية يحضرها جميع أفراد عائلة الفقيد لتقديم واجب العزاء. ومع توالي أحداث الفلم، تقع سلسلة كبيرة لا تنتهي من المفارقات الكوميدية بين أفراد العائلة، والتي تقوم في أغلبها على سوء الفهم والمواقف المحرجة التي يقع فيها كل منهم.

## طاقم العمل
| - دينا - طارق التلمساني - بيومي فؤاد - مصطفى أبو سريع - نور قدري - محمود الليثي - جلال الزكي - إسلام إبراهيم - سارة إبراهيم | - دارين حداد - دانا حمدان - هالة سرور - ياسمين كساب - أدهم زيدان - أحمد خليل - هاني سلامة - جورج فايز |

## الملصق الدعائي
طرحت شركة «فاين أرت» الملصق النهائي لفيلم «سعيكم مشكور يا برو» الذي كتبه وأخرجه عادل أديب، وهو استعداد لطرح العمل في دور العرض السينمائية يوم 9 سبتمبر.
ويتصدر الملصق كل الأبطال المشاركين في الفيلم وعلى رأسهم دينا وأحمد خليل وطارق التلمساني ودانا حمدان ودارين حداد وياسمين كساب ونور قدري وجلال الزكي وباقي فريق عمل الفيلم.

## العرض الخاص بالفيلم
احتفل نجوم وأبطال فيلم «سعيكم مشكور يا برو» بالعرض الخاص للفيلم بسينما «رنيسانس نايل سيتي» بعد عرضه في مهرجان الإسكندرية السينمائي لدول البحر المتوسط وحصوله على شهادة تقدير خاصة.
وحضر العرض أبطال الفيلم من الوجوه الشابة ومنهم الممثلة دارين حداد، مصطفى أبو سريع، ونور قدري، بينما تغيب مخرج الفيلم عادل أديب، وبطلته الراقصة دينا، وبيومي فؤاد، أحمد خليل، الذين تغيبوا أيضًا عن عرض الفيلم بمهرجان الإسكندرية السينمائي.

## تأجيل الفيلم
تم تأجيل الفيلم أكثر من مرة من قبل، فقد كان من المقرر طرحه في موسم عيد الفطر 2015 الماضي وتراجعت الشركة المنتجة عن ذلك، وكان هناك اتجاه لطرحه يوم 11 أغسطس 2015 وتم التراجع مرة أخرى، إلى أن تم الاستقرار على يوم 9 سبتمبر 2015 لطرحه في دور العرض.

## روابط خارجية
- مقالات تستعمل روابط فنية بلا صلة مع ويكي بيانات